# Monte Redondo (Leiria)
Monte Redondo é uma vila portuguesa que foi sede da extinta Freguesia de Monte Redondo do Município de Leiria, e que pertenceu à antiga província da Beira Litoral, freguesia que tinha 45,37 km² de área e 4 398 habitantes (2011), e, por isso, uma densidade populacional de 96,9 hab./km².
A Freguesia de Monte Redondo foi extinta em 2013, no âmbito de uma reforma administrativa nacional, para, em conjunto com a Freguesia de Carreira, formar uma nova freguesia denominada União das Freguesias de Monte Redondo e Carreira, da qual é a sede.
A povoação de Monte Redondo foi elevada à categoria de vila em 9 de Dezembro de 2004.

## História
Foi no ano de 1589 que o Bispo D. Pedro Castilho desmembrou da freguesia do Soito (Souto da Carpalhosa), os lugares de Monte Redondo, Coimbrão, Ervideira e uns casais e moinhos do mesmo distrito e levantou freguesia em Monte Redondo, a pedido dos ditos lugares da invocação de Nossa Senhora da Piedade.

## Origem do nome
Este lugar foi baptizado com o nome de Monte Redondo porque no meio de zonas de características planas, com bastante vegetação da qual se realça o Pinheiro Bravo, se avistava um monte, onde, segundo as lendas, há muitos anos viveram os mouros. Pouco se sabe da sua existência na nossa região.
Esse monte de forma redonda que tem no seu cume uma guarita e na sua base um enorme pedra em forma de cadeira onde, dizem, se sentava a moura – servia para vigiar e proteger os animais dos intrusos, por isso ficou conhecida por Cadeira da Moura.

## Localização
Monte Redondo situa-se no extremo norte do Município de Leiria, a cerca de 7 km da orla marítima. Tem cerca de 42 km² de superfície e confina a Norte com a Guia (Pombal), a sul com Carreira (Leiria), a Este com Bajouca e Souto da Carpalhosa e a Oeste com Coimbrão todas estas pertencendo ao concelho de Leiria.

## População e povoações
A antiga freguesia de Monte Redondo tinha 4 398 habitantes (2011), dos quais 3600 são eleitores[carece de fontes?], e era composta, além da vila de Monte Redondo, pelos seguintes 24 lugares:
- Paço
- Cavadas
- Grou
- Fonte Cova
- Porto Longo
- Paul
- Ribeira da Bajouca
- Lavegadas
- Matos
- Pinheiro
- Laje
- Casal Novo
- Graveto
- Brenha
- Montijos
- Lezíria
- Sismaria
- Santo Aleixo
- Morganiças
- Braçal
- Cozinheiros
- Aroeira

## População
| População da freguesia de Monte Redondo | População da freguesia de Monte Redondo | População da freguesia de Monte Redondo | População da freguesia de Monte Redondo | População da freguesia de Monte Redondo | População da freguesia de Monte Redondo | População da freguesia de Monte Redondo | População da freguesia de Monte Redondo | População da freguesia de Monte Redondo | População da freguesia de Monte Redondo | População da freguesia de Monte Redondo | População da freguesia de Monte Redondo | População da freguesia de Monte Redondo | População da freguesia de Monte Redondo | População da freguesia de Monte Redondo |
| --------------------------------------- | --------------------------------------- | --------------------------------------- | --------------------------------------- | --------------------------------------- | --------------------------------------- | --------------------------------------- | --------------------------------------- | --------------------------------------- | --------------------------------------- | --------------------------------------- | --------------------------------------- | --------------------------------------- | --------------------------------------- | --------------------------------------- |
| 1864                                    | 1878                                    | 1890                                    | 1900                                    | 1911                                    | 1920                                    | 1930                                    | 1940                                    | 1950                                    | 1960                                    | 1970                                    | 1981                                    | 1991                                    | 2001                                    | 2011                                    |
| 2 203                                   | 2 194                                   | 2 620                                   | 2 850                                   | 3 302                                   | 3 259                                   | 3 710                                   | 4 627                                   | 5 253                                   | 5 811                                   | 5 546                                   | 3 915                                   | 4 051                                   | 4 335                                   | 4 398                                   |

Com lugares desta freguesia foi criada, pelo Decreto-Lei n.º 559/71, de 17 de Dezembro, a freguesia de Bajouca

## Ensino

### Pré e jardins-de-infância
Existem dois jardins-de-infância estatais e a Casa da Criança que pertence à Fundação Bissaya Barreto.

### Ensino Básico e Secundário
As escolas do 1º Ciclo fazem parte do Agrupamento de Escolas Rainha Santa Isabel, cuja escola sede (Escola EB2,3 Rainha Santa Isabel) se situa na freguesia vizinha da Carreira. Em Monte Redondo, o 2ºe 3º Ciclos do Ensino Básico e o Ensino Secundário são leccionados no Colégio Dr. Luís Pereira da Costa, instituição do ensino particular e cooperativo, que serve ainda as povoações de Bajouca e do Coimbrão. Esta instituição, frequentada por um universo de 1000 alunos, oferece, no Ensino Secundário, dois Cursos Científico Humanísticos (Ciências e Tecnologias e Ciências Sociais e Humanas,) dois Cursos Tecnológicos (Curso Tecnológico de Administração e Curso Tecnológico de Informática) e ainda um Curso Profissional (Cursos Profissional de Electrónica e Computadores). No sentido de rentabilizar e optimizar os recursos que possibilitem aos alunos ofertas educativas diversificadas, o Colégio ministra ainda Cursos de Educação e Formação nas áreas de Informática, Redes Informáticas, Electricistas de Instalações, Empregados Comerciais e Cabeleireiros.

## Saúde
Em Monte Redondo existem dois postos médicos, da responsabilidade do Estado, recorrendo-se ao Hospital de S. André, em Leiria, para tratamento de situações mais graves. Existem, ainda vários consultórios particulares tais como duas policlínicas de medicina geral e outras especialidades.

## Protecção e segurança
A 5 Companhia  dos Bombeiros Voluntários de Leiria, em Monte Redondo, possui um quadro de pessoal voluntário. Em termos de equipamento conta com 2 ambulâncias de emergência, 1 viatura de desencarceramento  3 de combate a incêndios florestais, 1 de incêndios urbanos/industriais, 1 veículo tamque e 2 de apoio.
A segurança está a cargo da G.N.R., com um posto sedeado nesta vila e cuja constituição é de 40 militares.

## Serviços de utilidade pública
Há a considerar a existência de uma dependência da Caixa Geral de Depósitos (CGD), a Estação de Correios, a Estação de Caminhos-de-ferro (a circulação de comboios termina no final de 2011), uma Farmácia, uma Clínica Veterinária e quatro postos de combustível.